# Lisa Howard
Lisa Howard (Dorothy Jean Guggenheim, 24 de abril de 1926 – 4 de julio de 1965) fue una periodista, escritora y actriz estadounidense.

## Carrera
Howard nació en Cambridge, Ohio. Asistió a la Universidad de Miami por un año antes de abandonar los estudios para iniciar una carrera en la actuación. A los 18 años, Howard se trasladó a Los Ángeles y se unió al teatro Pasadena Playhouse. En 1953 fue portada de la revista People Today, siendo nombrada "Primera dama del pecado en la TV" en la publicación. Obtuvo papeles recurrentes en las series As the World Turns y Guiding Light para la CBS en la década de 1950. Después de trasladarse a la ciudad de Nueva York, Howard participó en la obra de teatro 'Tis Pity She's a Whore.

### Periodismo
A finales de la década de 1950, Howard empezó a trabajar como periodista para la cadena Mutual Radio. Cubrió la convención nacional Demócrata en 1960 y fue la primera periodista estadounidense en realizarle una entrevista a Nikita Jruschov. Debido a la atención que generó la entrevista, en 1961 fue contratada por ABC News para cubrir la reunión en Viena entre Jruschov y John F. Kennedy. También fue editora de la publicación política War/Peace Report y escribió una novela llamada On Stage, Miss Douglas, publicada en 1960.
En 1963 fue la presentadora del programa Purex Presents Lisa Howard and News with a Woman's Touch. En este espacio realizó entrevistas a personalidades como el Sha de Irán, Eleanor Roosevelt, Barry Goldwater y Nelson Rockefeller. En abril de 1963, viajó a Cuba para realizar un documental sobre el líder de la revolución Fidel Castro. Durante esta entrevista, Castro le confesó a Howard que estaba dispuesto a mejorar las relaciones entre Cuba y Washington.
El nuevo presidente de los Estados Unidos, Lyndon B. Johnson, no vio con buenos ojos una reconciliación con Cuba, creyendo que esto lo haría ver débil ante el comunismo. Howard continuó trabajando a favor de mejorar las relaciones entre ambos países, regresando a Cuba para hacer otro especial para la ABC en febrero de 1964. Cuando Ernesto Guevara viajó a Nueva York en 1964, ella arregló una reunión entre Guevara y el senador estadounidense Eugene McCarthy.
En septiembre de 1964, Howard ayudó a formar un grupo político denominado "Demócratas para Keating"—un grupo de demócratas liberales que incluían en sus filas a Gore Vidal, quienes se oponían rotundamente a la campaña electoral de Robert Kennedy al senado representando a Nueva York. ABC News advirtió a Lisa que su postura política podría llevarla a la cancelación de su programa. Howard sin embargo continuó con la campaña política, lo que la llevó a ser despedida de ABC a finales de 1964.
Devastada por el giro que tomó su carrera, Howard fue hospitalizada por depresión en 1965. El 4 de julio de ese año, Lisa tomó una dosis fatal de barbitúricos. Su muerte fue reportada como suicidio.

## En la cultura popular
Julia Ormond realizó una interpretación de Howard en la película de 2008 Che del director Steven Soderbergh.

## Filmografía parcial
- Guilty of Treason (1950) - Oficial soviética
- The Man Who Cheated Himself (1950) - Janet Cullen
- Donovan's Brain (1953) - Chloe Donovan
- Sabaka (1954) - Indria